# Svarta stjärnorden
Svarta stjärnorden (franska: Ordre de l'Étoile Noire) var en fransk orden instiftad 1 december 1889 av Toffa, kungen av Porto-Novo. År 1894 erkändes orden av den franska regeringen och delades ut fram till den 3 december 1963, när Svarta stjärnorden ersattes av Nationalförtjänstorden.
Orden består av fem klasser:
- storkors
- storofficerare
- kommendör
- officerare
- riddare